# Terengganu Cycling Team
La Terengganu Cycling Team è una squadra maschile malese di ciclismo su strada. Basata a Kuala Terengganu, dal 2011 ha licenza di UCI Continental Team.
Nel corso delle stagioni di attività, la squadra si è aggiudicata alcune corse di classe .HC e .1 del calendario UCI Asia Tour: il Tour de Langkawi 2018 (2.HC) con Artëm Ovečkin, il Tour of Thailand 2021 (2.1) con Jambaljamts Sainbayar e il Tour de Taiwan 2023 (2.1) con Jeroen Meijers.

## Cronistoria

### Annuario
| Anno | Codice | Nome                             | Cat. | Biciclette | Dirigenza |
| ---- | ------ | -------------------------------- | ---- | ---------- | --- |
| 2019 | TSG    | Terengganu Inc. TSG Cycling Team | CT   | Argon 18   | Manager: Nasiruddin Wan Idrus Dir. sportivi: Jeremy Hunt, Mohd Saiful Anuar Aziz, Wan Mohd Nazri Wan Ahmad Wan Nik, Nasiruddin Wan Idrus                                             |
| 2020 | TSG    | Terengganu Inc. TSG Cycling Team | CT   | Argon 18   | Manager: Nasiruddin Wan Idrus Dir. sportivi: Jeremy Hunt, Muhammad Zulhilmie Afif Ahmad Zamri, Mohd Saiful Anuar Aziz, Wan Mohd Nazri Wan Ahmad Wan Nik, Nasiruddin Wan Idrus        |
| 2021 | TSG    | Terengganu Cycling Team          | CT   | Argon 18   | Manager: Nasiruddin Wan Idrus Dir. sportivi: Jeremy Hunt, Muhammad Zulhilmie Afif Ahmad Zamri, Mohd Saiful Anuar Aziz, Wan Mohd Nazri Wan Ahmad Wan Nik, Nasiruddin Wan Idrus        |
| 2022 | TSG    | Terengganu Polygon Cycling Team  | CT   | Polygon    | Manager: Nasiruddin Wan Idrus Dir. sportivi: Mohd Saiful Anuar Aziz, Muhammad Zulhilmie Afif Ahmad Zamri, Zhen Yu Danny Feng, Wan Mohd Nazri Wan Ahmad Wan Nik, Nasiruddin Wan Idrus |
| 2023 | TSG    | Terengganu Polygon Cycling Team  | CT   | Polygon    | Manager: Nasiruddin Wan Idrus Dir. sportivi: Mohd Saiful Anuar Aziz, Muhammad Zulhilmie Afif Ahmad Zamri, Mohd Zamri Saleh, Wan Mohd Nazri Wan Ahmad Wan Nik, Nasiruddin Wan Idrus   |
| 2024 | TSG    | Terengganu Cycling Team          | CT   | Polygon    | Manager: Nasiruddin Wan Idrus Dir. sportivi: Mohd Saiful Anuar Aziz, Muhammad Zulhilmie Afif Ahmad Zamri, Wan Mohd Nazri Wan Ahmad Wan Nik, Nasiruddin Wan Idrus                     |

## Organico 2025
Aggiornato al 1º gennaio 2025.

### Staff tecnico
|  | Naz.                | Ruolo  | Sportivo                            |  |  |  |
|  | ------------------- | ------ | ----------------------------------- |  |  |  |
|  | Malaysia (bandiera) | GM, DS | Nasiruddin Wan Idrus                |  |  |  |
|  | Malaysia (bandiera) | DS     | Mohd Saiful Anuar Aziz              |  |  |  |
|  | Malaysia (bandiera) | DS     | Muhammad Zulhilmie Afif Ahmad Zamri |  |  |  |
|  | Malaysia (bandiera) | DS     | Wan Mohd Nazri Wan Ahmad Wan Nik    |  |  |  |

### Rosa
|  | Naz.                  |  | Sportivo                           | Anno |  |  |
|  | --------------------- |  | ---------------------------------- | ---- |  |  |
|  | Malaysia (bandiera)   |  | Muhammad Shahmir Aiman Abdul Halim | 2000 |  |  |
|  | Ucraina (bandiera)    |  | Anatolij Budjak                    | 1995 |  |  |
|  | Indonesia (bandiera)  |  | Aiman Cahyadi                      | 1993 |  |  |
|  | Sudafrica (bandiera)  |  | Stefan de Bod                      | 1996 |  |  |
|  | Irlanda (bandiera)    |  | Jesse Ewart                        | 1994 |  |  |
|  | Eritrea (bandiera)    |  | Metkel Eyob                        | 1993 |  |  |
|  | Malaysia (bandiera)   |  | Wan Abdul Rahman Hamdan            | 1999 |  |  |
|  | Malaysia (bandiera)   |  | Zhe Yie Kee                        | 2003 |  |  |
|  | Malaysia (bandiera)   |  | Irwandie Lakasek                   | 1995 |  |  |
|  | Malaysia (bandiera)   |  | Nur Amirul Fakhruddin Mazuki       | 1992 |  |  |
|  | Cipro (bandiera)      |  | Andreas Miltiadis                  | 1996 |  |  |
|  | Malaysia (bandiera)   |  | Muhammad Nur Aiman Mohd Zariff     | 1997 |  |  |
|  | Kazakistan (bandiera) |  | Vadim Pronskij                     | 1998 |  |  |
|  | Algeria (bandiera)    |  | Youcef Reguigui                    | 1990 |  |  |
|  | Malaysia (bandiera)   |  | Muhammad Nur Aiman Bin Rosli       | 1999 |  |  |
|  | Malaysia (bandiera)   |  | Mohd Harrif Saleh                  | 1988 |  |  |
|  | Malaysia (bandiera)   |  | Zuladri Amin Zulkurnain            | 1998 |  |  |